# Denis Shaforostov
Denis Alexandrovich Shaforostov(en russe : Денйс Александрович Шафоростов) dit Denis Stoff, fut le chanteur du groupe de metalcore Asking Alexandria de 2015 à 2016, à la suite du départ volontaire de Danny Worsnop.
Denis est ukrainien, sa langue natale est l'ukrainien mais il parle également russe couramment.
Il a joué avec son premier groupe Make Me Famous, puis avec Down & Dirty, avant de quitter Down & Dirty pour rejoindre Asking Alexandria. Mais en octobre 2016, Denis a quitté le groupe, forcé de trouver une solution pour continuer les tournées planifiées, Ben Bruce, le guitariste, annonce lors d'un live Facebook le retour provisoire de Danny Worsnop l'ancien frontman. Denis annonce qu'il travaille actuellement sur un autre groupe: Drag Me Out.